# Colibrí ermità de Bourcier
El colibrí ermità de Bourcier (Phaethornis bourcieri) és una espècie d'ocell de la família dels troquílids (Trochilidae) que habita el sotabosc de les selves de les terres baixes per l'est dels Andes, del sud-est de Colòmbia, sud de Veneçuela i Brasil amazònic.